# Donja Paklenica
Donja Paklenica (szerbül: Доња Пакленица), település Bosznia-Hercegovinában, a Szerb Köztársaság északi régiójában Doboj községben.

## Fekvése
A település Bosznia-Hercegovina északi részén, Dobojtól légvonalban 11, közúton 16 km-re délre, a Boszna jobb partján és az Ozren-hegység nyugati lejtőin, 160-500 méteres magasságban,  található.

## Népessége
| Nemzetiségi csoport | Népesség 1991 | Népesség 2013 |
| ------------------- | ------------- | ------------- |
| Szerb               | 721           | 497           |
| Bosnyák             | 0             | 1             |
| Horvát              | 5             | 3             |
| Jugoszláv           | 20            | 0             |
| Egyéb               | 11            | 5             |
| Összesen            | 764           | 505           |

## Története
A település 1878-ig tartozott az Oszmán Birodalomhoz, ekkor a berlini kongresszus határozata alapján az Osztrák-Magyar Monarchia része lett. 1879-ben az első osztrák-magyar népszámlálás során a Maglaji járáshoz és Maglaj községhez tartozó településnek 45 háztartása és 330 ortodox lakosa volt. 1910-ben a Maglaji járáshoz tartozó településen 69 háztartást és 422 ortodox lakost találtak. A monarchia szétesésével 1918-ban előbb a Szerb-Horvát-Szlovén Királyság, majd 1929-től a Jugoszláv Királyság része lett. 1921-ben a Maglaji járáshoz tartozó községnek 441 lakosa volt, mind ortodox szerbek. Az 1929-es törvény értelmében, amikor Bosznia-Hercegovinát négy banovinára, Drinskára, Vrbaskára, Zetskára és Primorskára osztották, a település a Vrbaska banovina része lett, amelynek székhelye Banja Luka volt.
A második világháborúban Jugoszlávia megszállása után a Független Horvát Állam (NDH) része lett. A második világháború után 1992-ig a település a szocialista Jugoszlávia keretében a Bosznia-Hercegovinai Népköztársaság része volt. A boszniai háborút lezáró daytoni békeszerződés rendelkezése alapján az ország területét felosztották a Bosznia-hercegovinai Föderáció és a boszniai Szerb Köztársaság között.  A békeszerződés utáni területmegosztási megállapodás értelmében a Boszniai Szerb Köztársasághoz és Doboj községhez került. 

## Nevezetességei
A Boldogságos Szűzanya Szent lepele tiszteletére szentelt ortodox temploma. A templom mérete 13x7,5 méter. A telket, amelyen a templom épült, Borislav Gostić adományozta. A templom építése 2006. szeptember 23-án kezdődött. Kilenc hónapra ré a templom már el is készült. Vasilije, Zvornik-Tuzla püspöke szentelte fel 2007. augusztus 12-én. A hársfából készült ikonosztázt Zoran Maljenović készítette Donja Paklenicából. Az ikonosztázon lévő ikonokat a čačaki Goran Pešić festette.